# سوپیا (کالداس)
سوپیا (کالداس) (به اسپانیایی: Supía, Caldas) یک سکونتگاه مسکونی در کلمبیا است که در بخش کالداس واقع شده‌است.